# Fred Lipsius

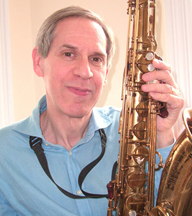
Fred Lipsius (2008)

Fred Lipsius (New York, 19 november 1943) is een met een Grammy bekroonde Amerikaanse fusionmuzikant die saxofoon en keyboards speelt. Hij speelde in de band Blood, Sweat & Tears, waarvoor hij tevens arrangeerde.

## Biografie
Lipsius groeide op in de Bronx en begon op zijn negende klarinet te spelen. Later, tijdens zijn highschool-tijd, stapte hij over op de alt- en tenorsaxofoon. Tijdens zijn studie aan de Music and Art High School in Manhattan kwam daar de piano bij. In 1961 en 1962 studeerde hij aan Berklee College of Music. Hij was lid van het orkest van Ronn Metcalfe.
In 1967 richtte hij met Al Kooper en gitarist Steve Katz de jazzrockgroep Blood, Sweat & Tears op, waar hij tot 1971 speelde en als muzikaal leider actief was. Lipsius kreeg voor zijn arrangement van de hit Spinning Wheel een Grammy. Ook de arrangementen van de hits You've Made Me So Very Happy en Hi-De-Ho waren van zijn hand. Na deze tijd werkte hij als studiomuzikant, onder andere voor Paul Simon en componeerde en arrangeerde hij voor commercials en voor CBS Television. Tevens werkte hij mee aan projecten van Al Foster, George Mraz, Larry Willis en Randy Brecker. In 1982 ging hij op tournee (internationaal) met Simon and Garfunkel.
Vanaf 1984 was Lipsius 'saxofoonprofessor' aan Berklee College of Music, waar hij lesgaf aan onder meer Antonio Hart, Roy Hargrove en Danilo Perez. Hij ontwikkelde didactisch materiaal en schreef meerdere lesboeken. 
Onder eigen naam zijn verschillende albums uitgekomen, zoals Better Believe It en Pure Classics. Lipsius maakt ook digitale kunst.

## Lesboeken
- The Complete Book on Creative Improvisation
- Blues and Rhythm Changes
- Improvising Jazz Lines
- Two-Five Jazz Lines
- Reading Key Jazz Rhythms